# Lüdelsen
Lüdelsen ist ein Ortsteil der Gemeinde Jübar der Verbandsgemeinde Beetzendorf-Diesdorf im Altmarkkreis Salzwedel in Sachsen-Anhalt.

## Geographie

### Lage
Lüdelsen, ein Straßendorf mit Kirche, liegt 23 Kilometer südlich von Salzwedel in der Altmark in einem Niederungsgebiet an der Hartau, einem Nebenfluss der Jeetze. Das Gelände südlich des Dorfes wird vom Jübarer Abzugsgraben entwässert, der in die Hartau fließt.
Zum Dorf gehören die Wohnplätze Neuenstall, Forsthaus Groß Wismar, Forsthaus Klein Wismar (beide im Waldgebiet Beetzendorfsche Forst) und die frühere Kolonie Wischhof (das Nordostende des Dorfes) und die frühere Försterei Nieps (am heutigen Forstweg).

### Hartauniederung
Die Hartauniederung zwischen Lüdelsen und Ahlum ist ein teilweise geschützter Biotop (Fauna-Flora-Habitat (FFH)) mit Erlen- und Eschenwäldern und Weichholzauenwäldern, an waldfreien Standorten durch Bodenfeuchte geprägte Flutrasen mit Flutendem Hahnenfuß (Ranunculion fluitantis). Geschützte Tierarten sind Bachneunauge (Lampetra planeri) und Bitterling (Rhodeus sericeus).

## Geschichte

### Mittelalter bis Neuzeit
Lüdelsen wird erstmals im Jahre 1290 in einer Urkunde über Abbendorf erwähnt, in der ein plebanus in ludelsem (Priester in Ludelsem) als Zeuge genannt wird. Am 28. August 1308 verkauft Ritter Gerhard, genannt Wolf, an das Kloster Isenhagen 9 ½ Hufen in villa ludelsen.
Später war Lüdelsen wüst geworden, denn am 1. August 1483 verzichteten die Gebrüder von dem Knesebeck auf ihre Ansprüche an der wusten dorpstede tho Lüdelsen zugunsten des Klosters Diesdorf.
Im Jahre 1542 ist wohl schon ein Vorwerk vorhanden. 1587 wurde die dritte Mühle des Amtes Diesdorf mit zwei Gängen hier errichtet. Die Wassermühle liegt am Ende des heutigen Mühlweges an der Hartau. Das Vorwerk war 1702 zusammen mit der benachbarten wüsten Feldmark Klein Ahlum an bäuerliche Unterpächter vererbpachtet. Es entstand eine Kolonie, die anfangs 11 Anbauer hatte.
Die Reste der Ruine alten Kirche nahe der heutigen Straße „Am Kirchberg“ wurden in den neunziger Jahren des 19. Jahrhunderts zur Pflasterung der Dorfstraße verwendet.
Die historische Bevölkerung von Lüdelsen ist für die Jahre 1674 bis 1814 in einem Ortsfamilienbuch dokumentiert.

### Eingemeindungen
Lüdelsen gehörte ursprünglich zum Salzwedelischen Kreis der Mark Brandenburg in der Altmark. Von 1807 bis 1808 lag es im Kanton Brome und von 1808 bis 1813 im Kanton Jübar auf dem Territorium des napoleonischen Königreichs Westphalen. Nach weiteren Änderungen kam es 1816 in den Kreis Salzwedel, den späteren Landkreis Salzwedel im Regierungsbezirk Magdeburg in der Provinz Sachsen in Preußen.
Am 30. September 1928 wurde der Gutsbezirk Wismar mit der Landgemeinde Lüdelsen vereinigt. So kamen die Wohnplätze Forsthaus Groß Wismar und Forsthaus Klein Wismar zu Lüdelsen. Die Försterei Nieps kam zu Lüdelsen, als am 17. Oktober 1928 der forstwirtschaftliche Teil des Gutsbezirks Ahlum der Forst Nieps mit der Landgemeinde Lüdelsen vereinigt wurde.
Am 25. Juli 1952 wurde die Gemeinde Lüdelsen in den Kreis Klötze umgegliedert. Am 1. Juli 1994 kam die Gemeinde zum Altmarkkreis Salzwedel.
Durch einen Gebietsänderungsvertrag beschlossen die Gemeinderäte der Gemeinden Bornsen, Hanum, Jübar, Lüdelsen und Nettgau, dass ihre Gemeinden aufgelöst und zu einer neuen Gemeinde mit dem Namen Jübar vereinigt werden. Dieser Vertrag wurde vom Landkreis als unterer Kommunalaufsichtsbehörde genehmigt und trat am 1. Januar 2010 in Kraft.
Die drei heutigen Wohnplätze Lüdelsens – Neuenstall, Forsthaus Groß Wismar und Forsthaus Klein Wismar – werden in der Hauptsatzung der Gemeinde als Splittersiedlungen der Gemeinde Jübar bezeichnet.

### Einwohnerentwicklung
| Jahr | Einwohner |
| ---- | --------- |
| 1774 | 184       |
| 1789 | 247       |
| 1798 | 131       |
| 1801 | 070       |
| 1818 | 280       |
| 1840 | 433       |
| 1864 | 458       |

| Jahr | Einwohner |
| ---- | --------- |
| 1871 | 399       |
| 1885 | 391       |
| 1892 | [0]453    |
| 1895 | 407       |
| 1900 | [0]455    |
| 1905 | 440       |
| 1910 | [0]459    |

| Jahr | Einwohner |
| ---- | --------- |
| 1925 | 482       |
| 1939 | 428       |
| 1946 | 613       |
| 1964 | 410       |
| 1971 | 343       |
| 1981 | 314       |
| 1993 | 273       |

| Jahr | Einwohner |
| ---- | --------- |
| 2006 | 276       |
| 2008 | 281       |
| 2015 | [00]260   |
| 2018 | [00]260   |
| 2020 | [00]255   |
| 2021 | [00]259   |
| 2022 | [00]253   |

| Jahr | Einwohner |
| ---- | --------- |
| 2023 | [0]252    |

Quelle, wenn nicht angegeben, bis 2006:

## Religion
Die evangelischen Christen aus Lüdelsen gehören seit der Errichtung der neuen Kirche im Jahre 1924 zur Kirchengemeinde Lüdelsen. Davor gehörten sie zur Kirchengemeinde Jübar. Heute wird die Kirchengemeinde betreut vom Pfarrbereich Diesdorf im Kirchenkreis Salzwedel im Bischofssprengel Magdeburg der Evangelischen Kirche in Mitteldeutschland.

## Politik

### Bürgermeister
Letzter Bürgermeister der Gemeinde Lüdelsen war Manfred Lange.

### Wappen
| | Blasonierung: „In Grün ein mit einem schwarzen Mühlrad belegter silberner Balken; oben ein querliegender silberner Schlüssel, unten ein silbernes Hünengrab.“ |
| Wappenbegründung: Die Farben des Ortes sind Weiß (Silber) - Grün. Die grüne Schildfarbe symbolisiert die wald- und wiesenreiche Umgebung des Ortes; der silberne Balken steht für das Flüsschen Hartau am Rande der Ortschaft, seine Belegung mit dem schwarzen Mühlrad deutet auf die ehemalige alte Wassermühle. Der silberne Schlüssel gehörte zu der alten Wehrkirche, die Ende des 19. Jahrhunderts abgerissen wurde. Er wird in der heutigen neuen Kirche aufbewahrt. Das silberne Großsteingrab symbolisiert das nahe bei Lüdelsen liegende “Königsgrab”. Das Wappen wurde von der Heraldikerin Erika Fiedler aus Magdeburg gestaltet und am 30. Juni 1997 durch das Regierungspräsidium Magdeburg genehmigt. | |

### Flagge
Die Flagge ist Weiß - Grün (1:1) gestreift mit dem aufgelegten Wappen der ehemaligen Gemeinde.

## Kultur und Sehenswürdigkeiten

### Kirche
In Lüdelsen wurde am 28. März 1922 der Grundstein für die einzige Gefallenengedächtniskirche Deutschlands gelegt. Der Bau wurde am 28. Mai 1924 eingeweiht.
Die Kirche erinnert an die 24 Gefallenen des Ersten Weltkrieges aus Lüdelsen und dem ehemaligen Ortsteil Neuenstall, deren Namen auf einer Tafel im Innenraum der Kirche aufgeführt sind.
Spenden ermöglichten den Aufbau durch regionale und ortsansässige Unternehmen, wobei die Bürger dieser Dörfer sowie die Jagdgenossenschaft das zum Bau notwendige Holz und die Arbeitsleistung unentgeltlich zur Verfügung stellten.

### Großsteingräber

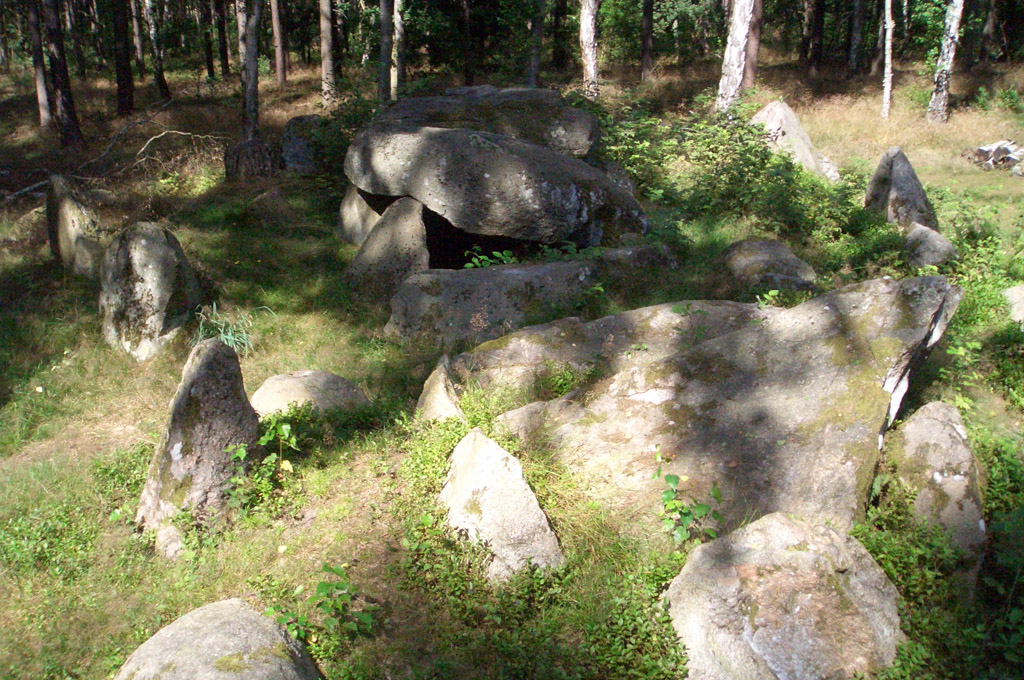
Großsteingrab Lüdelsen 6 („Königsgrab“)

Östlich von Lüdelsen, am Ortsausgang Richtung Stöckheim, befinden sich sechs Großsteingräber aus der Jungsteinzeit (3500–2800 v. Chr.). In solchen Gräbern sollen die Toten einer Sippe mit verschiedenen Beigaben wie Gefäßen, Waffen oder Schmuck bestattet worden sein. Grab 6 stellt eine der größten und am besten erhaltenen Anlagen der Altmark dar. Daher wird das Grab im Volksmund „Königsgrab“ genannt.

### Archäologisch-Historischer Wanderweg Lüdelsen
An der Straße zwischen Stöckheim und Lüdelsen beginnt am Parkplatz am Waldrand ein vier Kilometer langer Wanderweg über acht Stationen. Er führt zunächst zu den Großsteingräbern. Im Wald nördlich der Straße sind mittelalterliche und frühneuzeitliche Wölbäcker erhalten. Eine weitere Station ist die Wassermühle Lüdelsen im idyllischen Tal der Hartau.

## Wirtschaft
Im Dorf gibt es einige Handwerksbetriebe, einen Forstwirtschaftsbetrieb und ein Autohaus.